# 愛情萬歳
『愛情萬歳』（あいじょうばんざい）は、1994年の台湾映画。監督は蔡明亮。
本作は、台北のアパートにひっそりと暮らす3人の人間を中心に描いており、会話の中には都会における孤独がちりばめられている。
金馬奨において、最優秀作品賞・最優秀監督賞・最優秀音響演出賞を受賞し、 ヴェネツィア国際映画祭では最高賞である金獅子賞を受賞した。

## ストーリー
台北でロッカー式納骨棚のセールスをするシャオカンは、高級マンションに届け物をした際、同じフロアに鍵がささったままのドアを見つけ、その鍵を持ち去る。夜になって再びマンションを訪れた彼は、人気がないことを確認して部屋に忍び込み、風呂に入り意を決したようにナイフで手首を切りつけ自殺を図るが踏み切れない。
そこへこの部屋の仲介を担当する不動産会社営業のメイが露天商のアーロンを連れてやってくる。彼女が夜の街のカフェで行きずりの彼を誘ったもので、二人はおもむろに服を脱いでセックスに興じ、シャオカンはそっとそれを覗き込む。
シャオカンは元々人見知りが激しく、会社でも仲間と打ち解けずに孤立しがちで、パンフレットをポストに投函するだけの単調な日々を送っている。だから彼はいつしか部屋に忍び込んで安らぎの時間を持つようになる。アーロンも密かに合鍵を作ってこの部屋にやってくるし、不景気で物件が売れないメイも疲れた体を癒すように時々この部屋を訪れる。
ある日、シャオカンとアーロンは偶然部屋で鉢合わせをしてしまう。最初は互いに警戒し合っていたが、やがて打ち解け一緒にドライブをしたり鍋をつついたりと奇妙な友情を深めていく。シャオカンは密かにアーロンの荷物を開け、売り物の靴やドレスを身に着け女装する趣味が芽生える。
ある晩、シャオカンがアーロンの路上販売を訪れるが。アーロンがメイの存在に気づいてその後を追ったため、シャオカンは仕方なく一人部屋に戻ってベッドで自慰行為をする。すると、アーロンとメイが一緒に戻る気配がして慌ててベッドの下に隠れると、二人はいきなりセックスを始め、やがて軋む音と喘ぎ声が聞こえてくる。
翌朝、メイは外出し、アーロンが一人ベッドで熟睡する。その横に寝そべったシャオカンは、彼の寝顔を見つめるうち感情が高ぶり、そっと彼にキスをして部屋を後にする。
マンションから出たメイは、街をさまようように歩き続け、やがて公園のベンチに腰掛けて一人声を出して泣き、こみ上げてくるものがあって涙が止まらない。　

## キャスト
- 楊貴媚（ヤン・クイメイ）：美美（メイ）
- 李康生（リー・カンション）：小康（シャオカン）
- 陳昭栄（中国語版）（チェン・チャオロン）：阿栄（アーロン）